# Bagnolo (Santa Fiora)
Bagnolo è una frazione del comune italiano di Santa Fiora, nella provincia di Grosseto, in Toscana.
Tra le frazioni di Santa Fiora è la più grande e popolata, ed anche la più esposta ad est e a ridosso della montagna.

## Monumenti e luoghi d'interesse

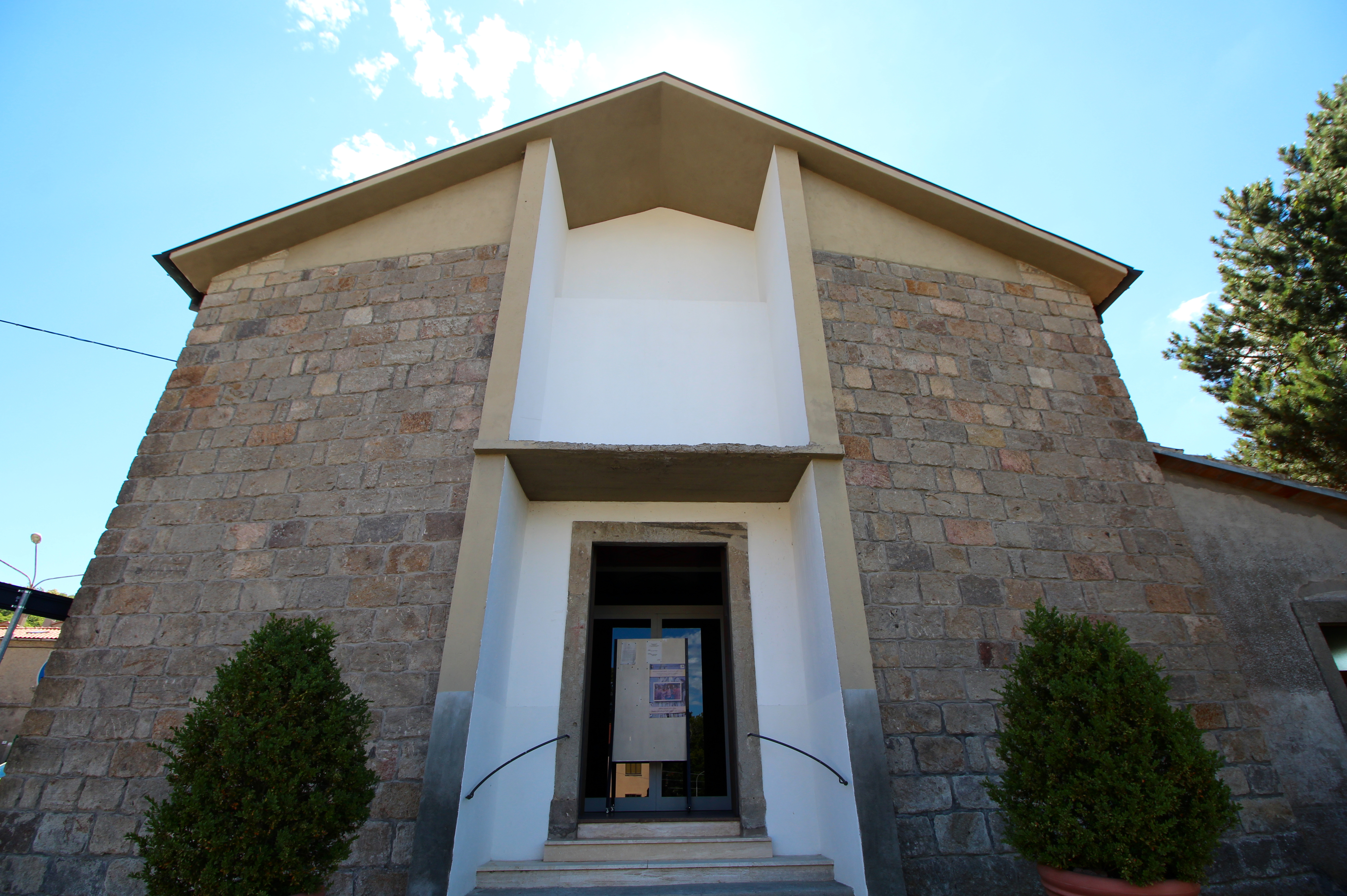
La chiesa del Santissimo Nome di Maria.

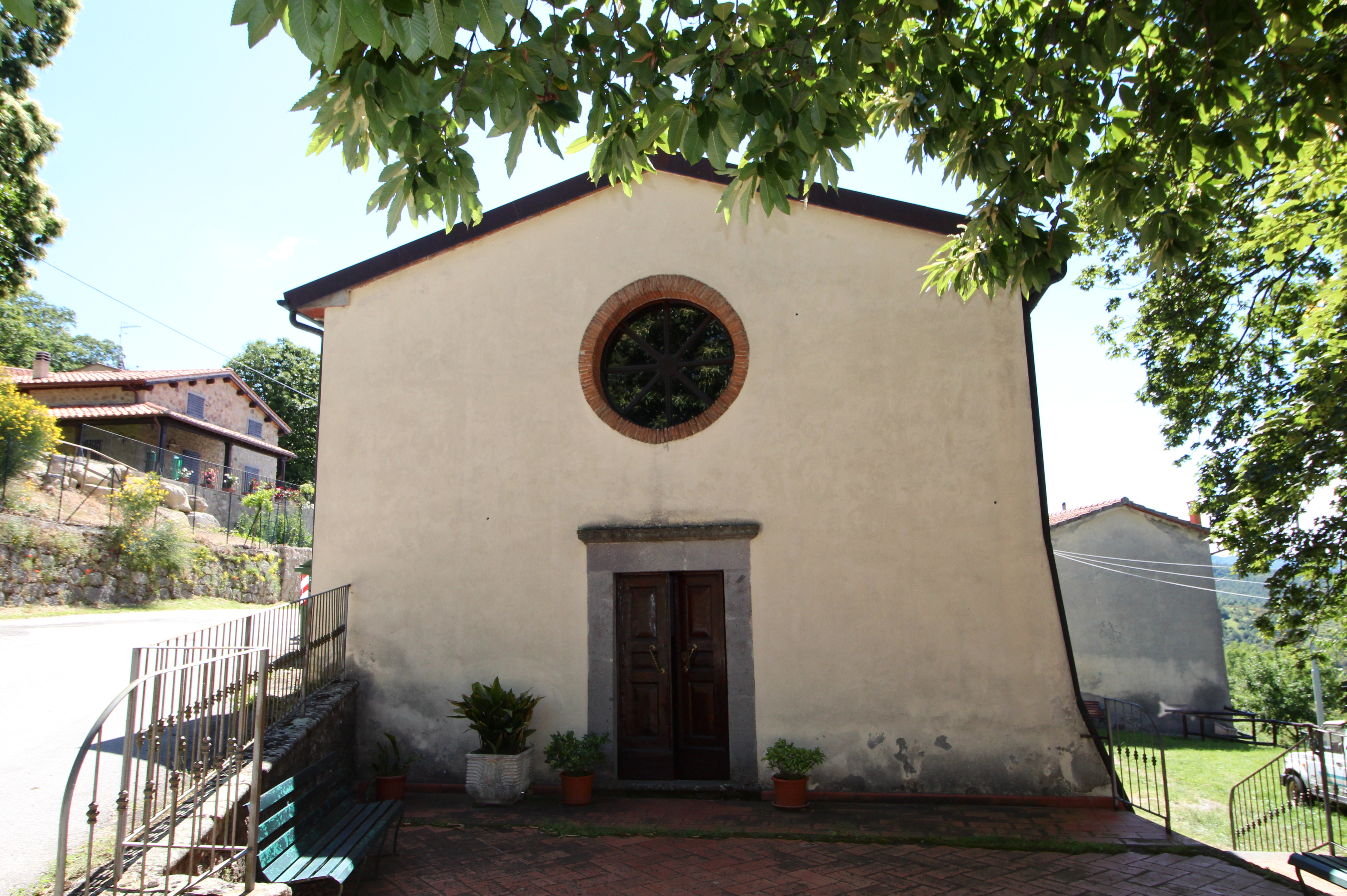
La chiesa della Madonna del Rosario.

Nella frazione si trovano la chiesa del Santissimo Nome di Maria, edificio parrocchiale consacrato nel 1863 e ristrutturato nel 1963, e la chiesa della Madonna del Rosario, risalente al 1310, anch'essa ristrutturata nel corso degli anni.
A Bagnolo sorgeva inoltre un convento di Agostiniani dedicato a Santa Barbara, il quale fu successivamente spostato a Santa Fiora, poiché la presenza del fosso Cadone fece lentamente sprofondare l'edificio. A memoria di ciò è stata posta dal conte Ildebrandino Aldobrandeschi una lapide sepolcrale datata 1254 all'ingresso della chiesa di Sant'Agostino di Santa Fiora.
Bagnolo è inoltre chiamato anche il paese delle sette fonti per via dei vecchi lavatoi ove un tempo per mancanza di elettrodomestici, vi si lavavano i panni e si abbeveravano gli animali da soma. Le sette fonti sono: fonte Spilli, fonte delle Piazze, fonte Baldina, il fontanino, fonte della Faggia, fonte Perino, fonte del Convento o delle Monache.

## Società

### Evoluzione demografica
Quella che segue è l'evoluzione demografica della frazione di Bagnolo. Sono indicati gli abitanti dell'intera frazione e dove è possibile la cifra riferita al solo capoluogo di frazione. Dal 1991 sono contati da Istat solamente gli abitanti del centro abitato, non della frazione.
| Anno | Abitanti | Abitanti       |
| Anno | Frazione | Centro abitato |
| ---- | -------- | -------------- |
| 1833 | 885      | -              |
| 1840 | 1 016    | -              |
| 1845 | 951      | -              |
| 1921 | 1 697    | -              |
| 1931 | 1 219    | -              |
| 1961 | 1 094    | 664            |
| 1981 | 801      | 575            |
| 2001 | -        | 566            |
| 2011 | -        | 612            |

### Tradizioni e folclore
A Bagnolo, ogni terza domenica del mese di agosto, si tiene il Palio dei somari, nato ufficialmente nel 1960 e rinnovato nel 2002, in cui concorrono gli otto rioni in cui è suddiviso il paese. La festa inizia la sera prima, di sabato, con la preparazione di prodotti poveri locali preparati dagli abitanti di Bagnolo e distribuiti gratuitamente, per poi continuare la mattina seguente con la Santa Messa e la benedizione dei somari, e il pomeriggio con il corteo storico che attraversa il paese e infine il palio. La sera vi sono i festeggiamenti e la premiazione del rione vincitore, che organizza poi nei giorni successivi un pranzo per tutti gli abitanti delle altre contrade.
Gli otto rioni in cui Bagnolo è suddiviso sono i seguenti:
- Casefioravanti (colori giallo e rosso)
- Chiesina (colori azzurro e bianco)
- Convento (colori azzurro e giallo)
- Faggia (colori rosso e bianco)
- Fosso (colori rosa e verde)
- Gioco (colori bianco e nero)
- Osteria (colori blu e rosso)
- Poggetto (colori giallo e verde)